# Караозек (Алматинская область)
Караозек (каз. Қараөзек) — село в Балхашском районе Алматинской области Казахстана. Входит в состав Куйганского сельского округа. Код КАТО — 193665200.

## Население
В 1999 году население села составляло 129 человек (66 мужчин и 63 женщины). По данным переписи 2009 года, в селе проживало 67 человек (33 мужчины и 34 женщины).